# Ölberg Ehrenstetten
Der Ölberg Ehrenstetten ist ein vom Regierungspräsidium Freiburg am 14. Januar 1996 durch Verordnung ausgewiesenes Naturschutzgebiet auf dem Gebiet der Gemeinde Ehrenkirchen im Landkreis Breisgau-Hochschwarzwald.

## Lage
Der Ölberg Ehrenstetten liegt zwischen den Ortschaften Ehrenstetten und Bollschweil am rechten Talhang des Möhlintals im Naturraum Markgräfler Hügelland. Das Naturschutzgebiet ist Teil des FFH-Gebiets Schönberg mit Schwarzwaldhängen und liegt eingebettet in das Landschaftsschutzgebiet Schönberg.

## Landschaftscharakter

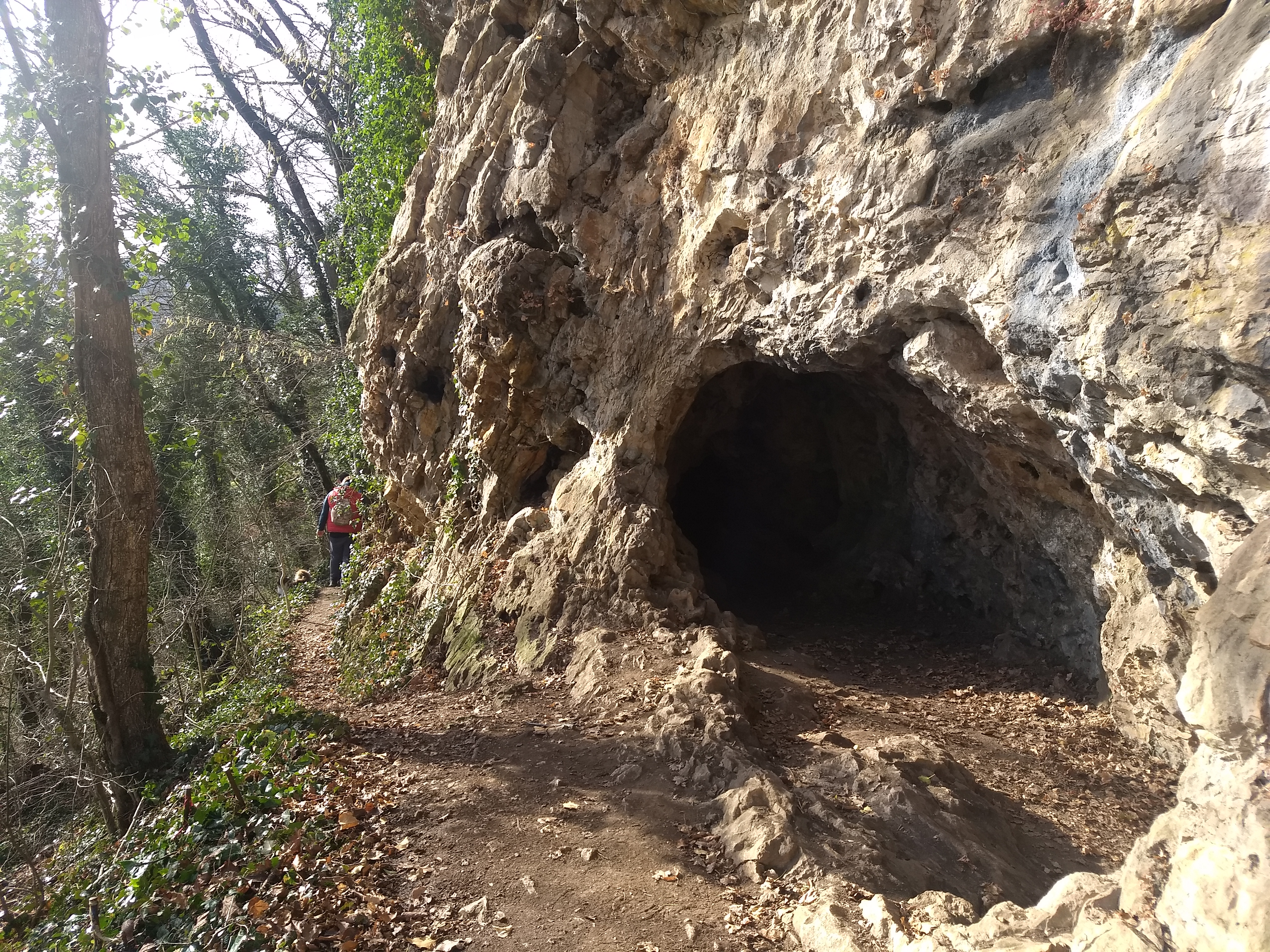
Die „Teufelsküche“, eine von mehreren Höhlen im Schutzgebiet

Der süd- bis südostexponierte Hang wird bestimmt von einem kleinräumigen Wechsel aus Trockengebüschen, offenen Trockenbiotopkomplexen, strukturreichen Waldbeständen und Weinbergen. Besondere Strukturelemente sind Trockenmauern, mit denen der Hang befestigt wurde sowie natürliche Felsbildungen mit Höhlen im Osten des Gebiets, die als geschützter Geotop ausgewiesen sind.

## Schutzzweck
Schutzzweck ist laut Schutzgebietsverordnung „die Erhaltung der landschaftlich reizvollen Süd - und Südosthänge des Ölbergs in Ehrenstetten, die Erhaltung und Förderung ihrer ökologisch bedeutsamen Strukturvielfalt, von seltenen wärmeliebenden Pflanzengemeinschaften und einer Vielzahl vor allem wärmeliebender, zum Teil seltener und gefährdeter Tier - und Pflanzenarten.“